# LOVERS (映画)
『LOVERS』（ラヴァーズ、原題：十面埋伏）は、2004年製作の中国映画。

## 概要
張芸謀（チャン・イーモウ）監督が、前作『HERO』に次いで製作した武侠映画である。2004年8月28日日本公開。この映画は第57回カンヌ国際映画祭で特別招待作品として上映された。アカデミー撮影賞ノミネート。
映画終盤の雪原でのクライマックスシーンは、当初の予定では映画中盤に出てくるような一面の花畑で撮影される予定だった。だが撮影を予定していたウクライナの花畑の花がうまく育たなかった上に、季節外れの大雪というハプニングが起こったため、急遽雪原でのシーンに変更された。
また、当初は飛刀門の女首領・大姐役として、梅艶芳（アニタ・ムイ）の出演が予定されていたが、彼女の癌による40歳での若すぎる死によって幻に終わった。代役は立てられず、映画の終わりに「アニタ・ムイにささぐ」という献辞が捧げられている。

## あらすじ
唐王朝がその衰退を呈していた9世紀中頃の中国では、政治の腐敗から国内各地に反政府組織が乱立していた。飛刀門という反乱組織を討伐するよう命を受けた捕吏（罪人を捕まえる役人）の劉（リウ）は、美しい盲目の踊り子・小妹（シャオメイ）を反乱組織の前頭目の娘と目して捕らえ、組織の情報を白状させようとする。口を割らない小妹を組織の一員であると確信する劉は、同僚の捕吏の金（ジン）に小妹を救出させ、逃亡の行方を追って組織の拠点をつきとめようと策をたてる。金は小妹を牢から救いだし共に逃避行の旅を続け、劉も2人の後を追う。2人の男と1人の女のあいだには、それぞれの策略と思惑と愛とが交じり合い、壮絶な最後に導かれて行く。

## キャスト
| 役名                          | 俳優                       | 日本語吹替 | 日本語吹替   | 日本語吹替 | 日本語吹替 |
| 役名                          | 俳優                       | ソフト版   | テレビ朝日版 | 機内上映版 |            |
| ----------------------------- | -------------------------- | ---------- | ------------ | ---------- | ---------- |
| 金（ジン） 随風（スイフォン） | 金城武                     | 東地宏樹   | 宮内敦士     |            |            |
| 小妹（シャオメイ）            | 章子怡（チャン・ツィイー） | 魏涼子     | 坂本真綾     |            |            |
| 劉（リウ）                    | 劉徳華（アンディ・ラウ）   | 池田秀一   | 井上肇       | 小杉十郎太 |            |
| 牡丹坊の女将                  | 宋丹丹（ソン・タンタン）   | 一城みゆ希 | 藤田淑子     |            |            |
| 頭目                          |                            |            | 池田昌子     |            |            |

- テレビ朝日版:初回放送2008年10月26日『日曜洋画劇場』

## スタッフ
- 監督：張芸謀（チャン・イーモウ）
- 製作：江志強（ビル・コン）、張芸謀（チャン・イーモウ）
- 製作総指揮：張偉平（チャン・ウェイピン）
- 原案：張芸謀（チャン・イーモウ）、李馮（リー・フェン）、王斌（ワン・ピン）
- 脚本：李馮（リー・フェン）、張芸謀（チャン・イーモウ）、王斌（ワン・ピン）
- 撮影：趙小丁（チャオ・シャオティン）
- 編集：程瓏（チォン・ロン）
- アクション監督：程小東（トニー・チン・シウトン）
- 録音：陶経（タオ・ジン）
- 音楽：梅林茂
- 主題歌：キャスリーン・バトル
- 美術：霍廷霄（フォ・ティンシャオ）
- 衣装デザイナー：ワダ・エミ

## 音楽
- サウンドトラック - 梅林茂制作、2004年7月15日香港リリース。